# Savigneux, Loire
Savigneux este o comună în departamentul Loire din sud-estul Franței. În 2009 avea o populație de 3.106 de locuitori.

## Evoluția populației
| An        | 1975  | 1982  | 1990  | 1999  | 2006  | 2009  |
| --------- | ----- | ----- | ----- | ----- | ----- | ----- |
| Populație | 1.841 | 1.821 | 2.391 | 2.565 | 3.004 | 3.106 |